# Sophia Christina Lilliestierna
Sophia Christina Lilliestierna, före 1675 Bjugg, född 2 mars 1671 i Stade, Bremen-Verden, död 3 juni 1744 i Sura socken i Västmanlands län, var en svensk brukspatron. 
Hon var dotter till protokollssekreteraren Andreas Lilliestierna och Catharina Beata Tönnek samt gifte sig 1693 med rådmannen i Riga Palamedes Rigeman. Makarna bodde i Riga fram till den ryska invasionen under det stora nordiska kriget 1710, då de flydde till Stockholm. Hon blev änka 1715; mannen var då hovrättsassessor. 
Lilliestierna köpte år 1716 Surahammars bruk. Köpet ifrågasattes dock av en tidigare ägare, vilket ledde till en tio år lång process. 1726 kunde hon överta det då nedgångna bruket. Sophia Christina Lilliestierna vände utvecklingen och gjorde Surahammars bruk till ett av de framgångsrika i Sverige. Brukets järn blev känt för sin goda kvalitet. Den järnstämpel hon introducerade (SCR, där R stod för Rigeman) användes därför av bruket långt efter hennes död.